# Shin Kyuk-ho
| Shin Kyuk-ho (1964)      | Shin Kyuk-ho (1964) |
| Shin Kyuk-ho             | Shin Kyuk-ho        |
| Koreanischer Name        | Koreanischer Name   |
| ------------------------ | ------------------- |
| Hangeul                  | 신격호              |
| Hanja                    | 辛格浩              |
| Revidierte Romanisierung | Sin Gyeok-ho        |
| McCune-Reischauer        | Sin Kyŏkho          |
| Japanischer Name         |                     |
| Kanji                    | 重光 武雄           |
| Hepburn                  | Shigemitsu Takeo    |

Shin Kyuk-ho (* 4. Oktober 1921 in Ulsan, heutiges Südkorea; † 19. Januar 2020) war ein japanisch-südkoreanischer Manager. Er war Gründer und CEO von Lotte, einem multinationalen Konzern.

## Leben
Shin Kyuk-ho wurde in Ulsan im damaligen Japanischen Kaiserreich und heutigen Südkorea geboren und gehörte zur koreanischen Minderheit in Japan. Er hatte einen Bachelor-Abschluss der Waseda-Universität und gründete 1948 das Unternehmen Lotte in Tokio. Den Namen wählte er in Anlehnung an Charlotte (kurz: Lotte) aus Johann Wolfgang von Goethes Die Leiden des jungen Werthers. Im Jahre 2010 war er mit 88 Jahren der älteste CEO unter den 1.000 größten koreanischen Unternehmen. Nach Angaben des US-amerikanischen Forbes Magazine gehören er und seine Kinder zu den reichsten Südkoreanern. Shin war verheiratet und hatte drei eheliche Kinder. Seine jüngste Tochter Yoo-mi (* 1983) entstammt einer außerehelichen Beziehung zu einer Schönheitskönigin von 1977. Wie bei vielen Jaebeols haben seine ehelichen Kinder (Young-ja, Dong-bin und Dong-ju) leitende Positionen in seinem Unternehmen inne. Er lebte einige Monate im Jahr in Südkorea, die anderen in Japan.
Shin übernahm 1969 ein Baseball-Team in Japan, das er „Lotte Orions“ nannte und das heute „Chiba Lotte Marines“ heißt. 1975 gründete er in Korea ein Baseball-Team unter dem Namen „Giants“ (자이언츠를, Jaieoncheuleul).
2000 erhielt er die Ehrenbürgerschaft von Busan.